# 熊本県道17号坂本人吉線
熊本県道17号坂本人吉線（くまもとけんどう17ごう さかもとひとよしせん）は、熊本県八代市から人吉市に至る県道（主要地方道）である。

## 概要
八代市坂本町荒瀬から人吉市九日町（ここのかまち）に至る。
ほぼ全線で九州自動車道と併走するが、このうち八代市から球磨郡山江村の区間にまたがる、肥後峠の区間が不通区間となっているため、この道路を経由して八代市から人吉市へ向かうことはできない。現在は行き止まり手前もすでに手入れがされていないため、倒木や落石が道路に散見する。
この肥後峠を貫通したトンネルが九州自動車道の肥後トンネルである。

### 路線データ
- 起点：八代市坂本町荒瀬（坂本町荒瀬交差点、国道219号交点）
- 終点：人吉市九日町（国道445号交点）

## 歴史
- 1993年（平成5年）5月11日 - 建設省から、県道坂本人吉線が坂本人吉線として主要地方道に指定される[1]。

## 路線状況

### 重複区間
- 熊本県道158号中津道八代線（八代市坂本町坂本）

### 道路施設

#### 橋梁
- 坂本橋（球磨川、八代市）
- 五十鈴橋（山田川、人吉市）

#### トンネル
起点から
- 木折隧道：延長106 m、1973年（昭和48年）竣工、八代市
- 中谷トンネル：延長95 m 、八代市

## 地理

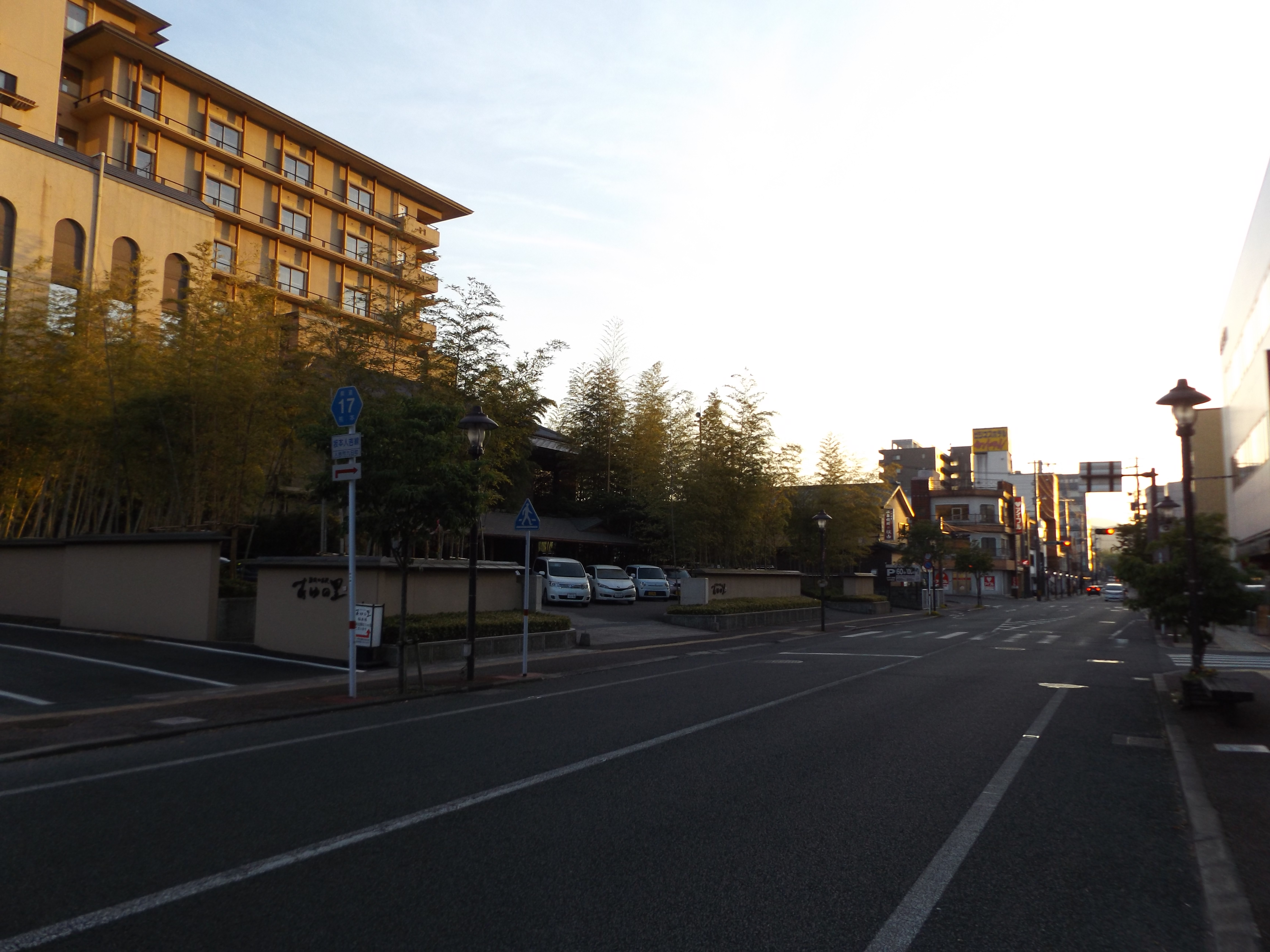
人吉市九日町にある国道445号との交点。熊本県道17号はここが終点である。

### 通過する自治体
- 八代市
- 球磨郡山江村
- 人吉市

### 交差する道路
| 交差する道路                           | 市町村名 | 交差する場所           | 交差する場所            |
| -------------------------------------- | -------- | ---------------------- | ----------------------- |
| 国道219号                              | 八代市   | 坂本町荒瀬             | 坂本町荒瀬交差点 / 起点 |
| 熊本県道158号中津道八代線 重複区間起点 | 八代市   | 坂本町坂本             |                         |
| 熊本県道158号中津道八代線 重複区間終点 | 八代市   | 坂本町坂本             |                         |
| 未供用区間                             |          |                        |                         |
| 国道445号                              | 人吉市   | 九日町（ここのかまち） | 終点                    |

### 交差する鉄道
- 肥薩線

### 沿線
- JR九州肥薩線
  - 坂本駅 - 人吉駅
- 万江川
- 油谷川
  - 油谷ダム
- 人吉市立万江小学校

### 峠
- 肥後峠（標高805 m、八代市）